# Дорохново (Окуловський район)
Дорохново (рос. Дорохново) — присілок у Окуловському районі Новгородської області Російської Федерації.
Населення становить 11 осіб. Належить до муніципального утворення Кулотинське міське поселення.

## Історія
До 1927 року населений пункт перебував у складі Новгородської губернії. У 1927-1944 роках перебував у складі Ленінградської області.
Згідно із законом N 355-ОЗ від 2 грудня 2004 року належить до муніципального утворення Кулотинське міське поселення.

## Населення
| 2010 |
| ---- |
| 11   |